# Tiroteo de Virginia Beach
El 31 de mayo de 2019, DeWayne Craddock abrió fuego y mató a 12 personas e hirió a otras cinco en un edificio municipal en el área de Princess Anne en Virginia Beach, Virginia, Estados Unidos. Más tarde fue muerto a tiros por agentes de policía que respondían a la escena. Craddock era un empleado de 40 años del departamento de servicios públicos de la ciudad. De las personas que mató, 11 eran empleados de la ciudad.

## Tiroteo
Alrededor de las 4:40 p. m., el gerente de la ciudad confirmó la situación de un tirador activo en el Centro Municipal de Virginia Beach. el 31 de mayo de 2019. El pistolero primero mató a una persona en un automóvil en el estacionamiento del edificio antes de entrar al edificio y mató a personas en los tres pisos. El jefe de policía James Cervera dijo que el hombre armado disparó indiscriminadamente y que no había indicios inmediatos de que el hombre había atacado a alguien en particular.
Inicialmente, algunos miembros del público y empleados desconocían al tirador, y muchos fueron alertados por llamadas telefónicas, mensajes de texto o boca a boca para refugiarse en un lugar o evacuar la ubicación. El FBI, el ATF y el Departamento de Seguridad Nacional respondieron para ayudar a la policía local y estatal. El pistolero fue abatido por la policía después de un tiroteo prolongado entre él y la policía que respondía .
Según la CNN, se encontraron dos pistolas semiautomáticas en la escena. Según un oficial del orden público, los investigadores creen que fueron utilizados en el tiroteo y que el sospechoso los compró legalmente.

## Perpetrador
La policía identificó al autor como DeWayne Craddock (15 de octubre de 1978 - 31 de mayo de 2019), durante una conferencia de prensa en la que declararon que sería la única vez que mencionaría su nombre públicamente. Recibió un disparo mortal después de un tiroteo con la policía. 
Craddock todavía estaba empleado por la ciudad en el momento del tiroteo como ingeniero en el departamento de servicios públicos de la ciudad y tenía un pase de seguridad para entrar al edificio. Entre 1996 y 2002 Craddock sirvió en la Guardia Nacional del Ejército de Virginia.